# TrackMania Nations Forever
Trackmania Nations Forever (TMNF) er en udvidet version af computerspillet TrackMania Nations (TMN).
Spillet indeholder 75 officielle baner lavet af Nadeo. Spillet giver derudover også mulighed for, at spilleren selv kan konstruere yderligere baner og dele dem med andre.
Nations Forever indeholder derudover også en online-del, hvor der er mulighed for at spille mod andre over Internettet. Her har man, alt efter hvor godt man klare sig, mulighed for at optjene såkaldte "Ladder Points" (LP), der bestemmer ens placering på highscore listerne.